# Dogons
Dogons são um grupo étnico nativo da região do planalto central do Mali, na África Ocidental, ao sul da curva do Níger, perto da cidade de Bandiagara e em Burkina Faso . A população está entre 400 mil e 800 mil pessoas. Eles falam as línguas dogon, que são consideradas um ramo independente da família linguística nigero-congolesas, o que significa que não estão intimamente relacionadas com outras línguas.
Os dogons são mais conhecidos por suas tradições religiosas, suas danças de máscaras, esculturas de madeira e sua arquitetura. Desde o século XX, houve mudanças significativas na organização social, cultura material e crenças desse povo, em parte porque seu território é uma das principais atrações turísticas do Mali.

## Geografia e história
A principal área dogom é cortada pelas Falésias de Bandiagara, um penhasco de arenito de até 500 m de altura, estendendo-se cerca de 150 km. A sudeste da falésia, encontram-se as planícies arenosas de Séno-Gondo, e a noroeste da falésia estão as Terras Altas de Bandiagara. Historicamente, as aldeias dogom foram estabelecidas na área de Bandiagara há mil anos porque as pessoas coletivamente se recusaram a se converter ao Islã e se retiraram de áreas controladas por muçulmanos.
A insegurança dos dogom diante dessas pressões históricas os levou a localizar suas aldeias em posições defensáveis ao longo dos muros da escarpa. O outro fator que influenciou a escolha do local de assentamento foi o acesso à água. O rio Níger está próximo e na rocha de arenito, um riacho corre ao pé da falésia no ponto mais baixo da área durante a estação chuvosa.

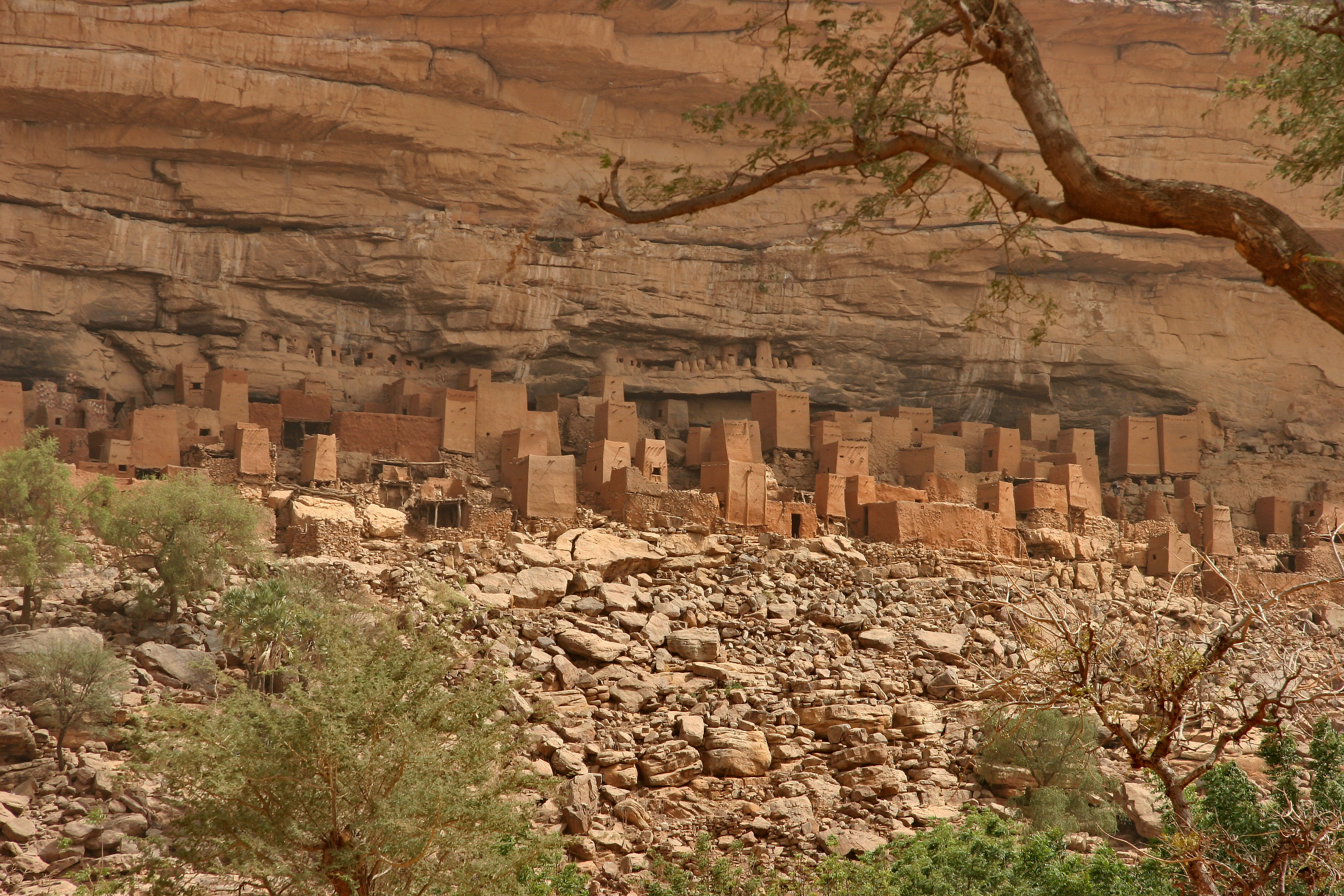
Habitações dogom ao longo da Falésia de Bandiagara

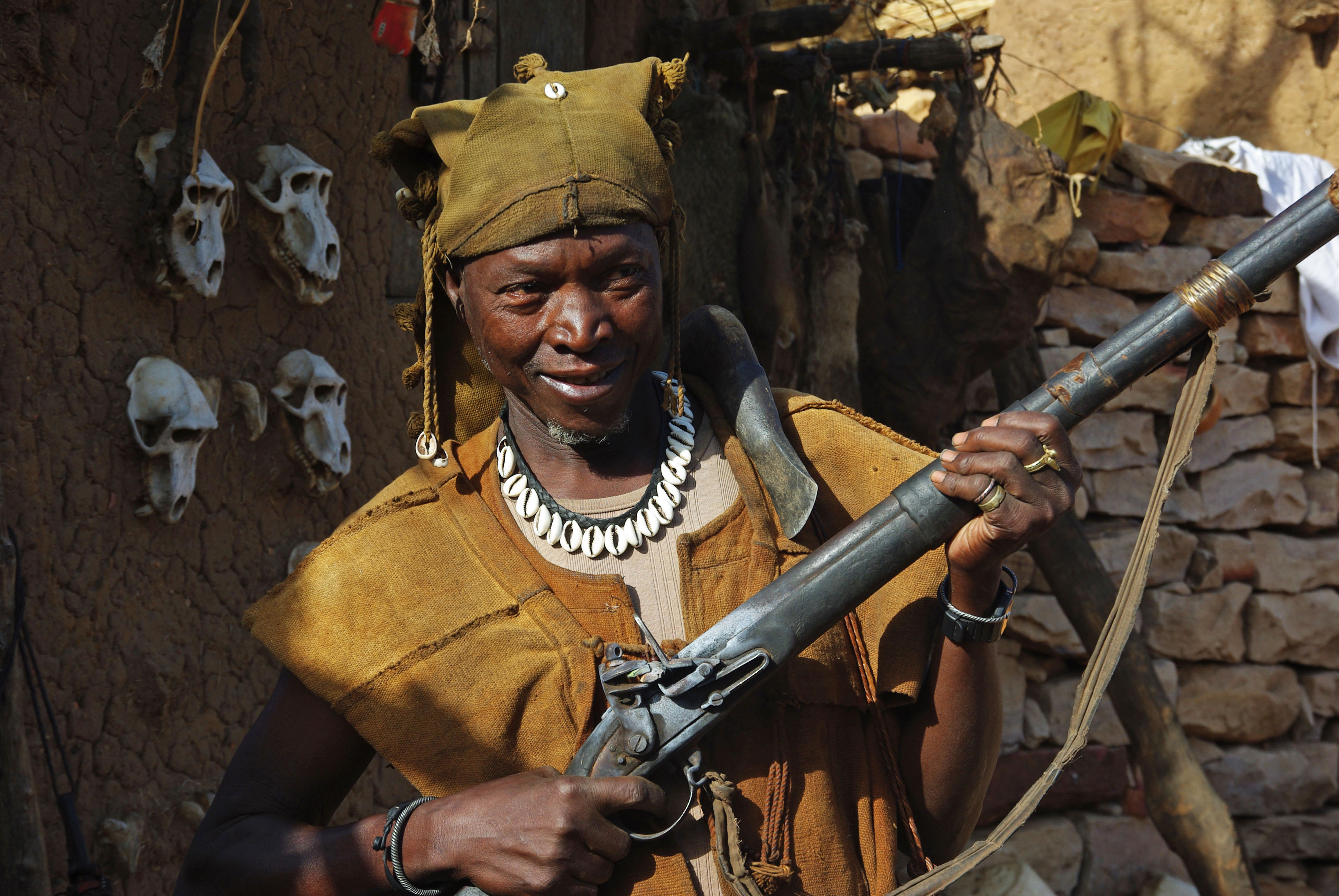
Um caçador dogom com um rifle de pederneira, 2010.

Entre os dogons, várias tradições orais foram registradas quanto à sua origem. Uma delas diz respeito à sua vinda de Mande, localizada a sudoeste da escarpa de Bandiagara, perto de Bamako. De acordo com esta tradição oral, o primeiro assentamento dogom foi estabelecido no extremo sudoeste da escarpa de Kani-Na. Estudos arqueológicos e etnoarqueológicos na região dogom têm sido especialmente reveladores sobre o assentamento e história ambiental, e sobre práticas sociais e tecnologias nesta área ao longo de vários milhares de anos.
Com o tempo, os dogons moveram-se para o norte ao longo da escarpa, chegando à região de Sanga no século XV. Outras histórias orais situam a origem dos dogons a oeste, além do rio Níger, ou falam dos dogons vindos do leste. É provável que os dogons de hoje sejam descendentes de vários grupos de diversas origens que migraram para escapar da islamização.
Muitas vezes é difícil distinguir entre práticas pré-muçulmanas e práticas posteriores. Mas a lei islâmica classificou os dogons e muitas outras etnias da região (mossis, gurmas, bobôs, busas e iorubás) como estando dentro do dar al-harb não canônico e, consequentemente, suscetíveis a ataques de escravos organizados por mercadores. À medida que o crescimento das cidades aumentou, a demanda por escravos em toda a região da África Ocidental também aumentou. O padrão histórico incluiu o assassinato de homens nativos por invasores e escravização de mulheres e crianças.
Por quase mil anos, o povo dogom enfrentou perseguição religiosa e étnica – através de jihads por comunidades muçulmanas dominantes. Essas expedições jihadistas se formaram para forçar os dogons a abandonar suas crenças religiosas tradicionais pelo Islã. Tais jihads fizeram com que os dogons abandonassem suas aldeias originais e se mudassem para os penhascos de Bandiagara para melhor defesa e para escapar da perseguição - muitas vezes construindo suas moradias em pequenos cantos e recantos.

## Crenças astronômicas

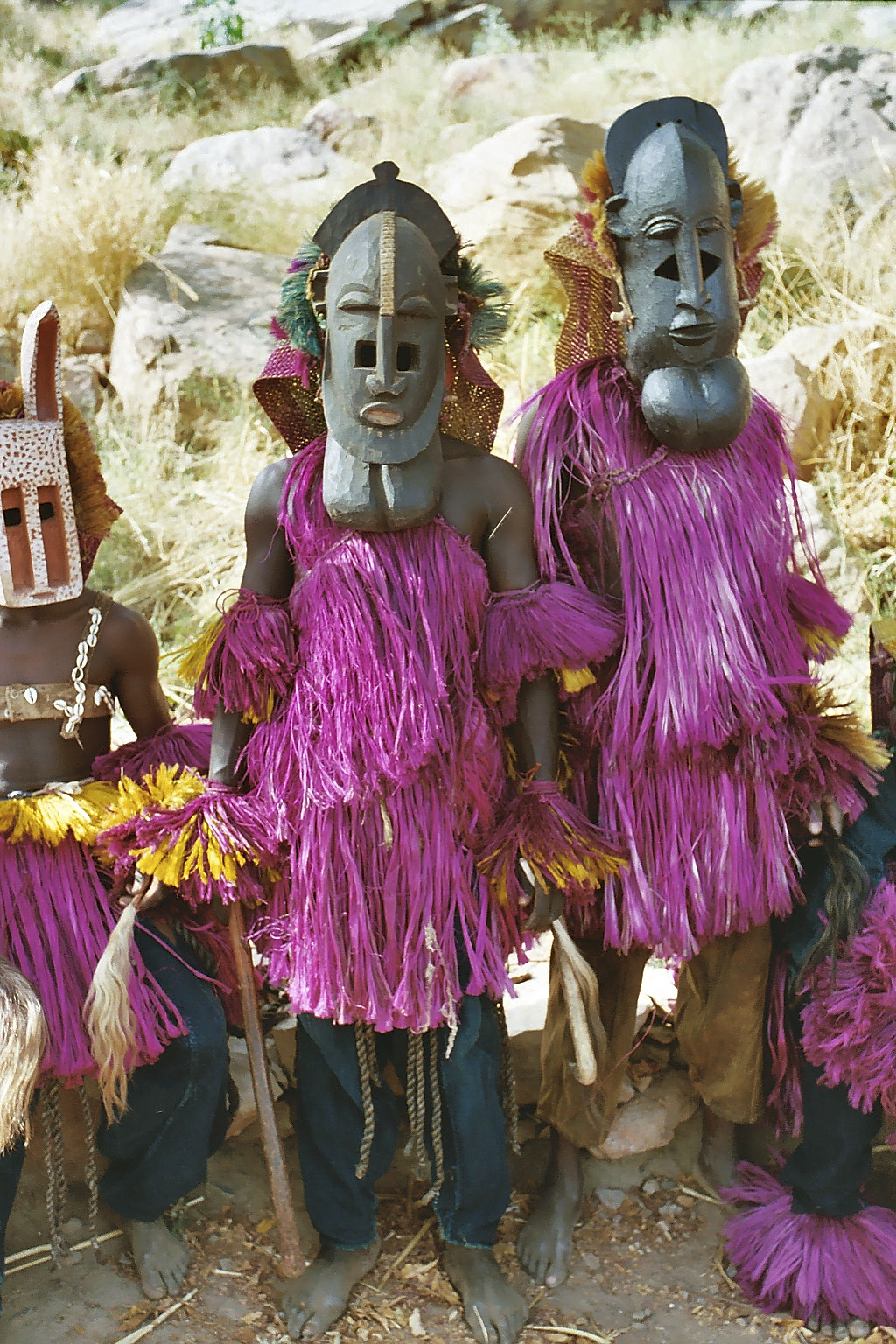
Dois dogons com máscaras tradicionais

Começando com o antropólogo francês Marcel Griaule, vários autores afirmaram que a religião tradicional dogom incorpora detalhes sobre corpos astronômicos extra-solares que não poderiam ser discernidos a olho nu. A ideia entrou na literatura da Nova Era e dos antigos astronautas como evidência de que alienígenas extraterrestres visitaram o Mali em um passado distante. De 1931 a 1956, Griaule estudou os dogons em missões de campo que variaram de vários dias a dois meses em 1931, 1935, 1937 e 1938 e depois anualmente de 1946 a 1956. No final de 1946, Griaule passou 33 dias consecutivos conversando com o sábio dogom Ogotemmeli, fonte de muitas das futuras publicações de Griaule e Germaine Dieterlen. Eles relataram que os Dogon acreditam que a estrela mais brilhante no céu noturno, Sirius (Sigi Tolo ou "estrela do Sigui"), tem duas estrelas companheiras, Pō Tolo (a estrela Digitaria), e ęmmę ya tolo, (a estrela feminina do sorgo), respectivamente a primeira e a segunda companheiras de Sirius A. Sirius, no sistema dogom, formou um dos focos para a órbita de uma estrela minúscula, a estrela companheira Digitaria. Quando Digitaria está mais próxima de Sirius, essa estrela brilha: quando está mais distante de Sirius, ela emite um efeito cintilante que sugere ao observador várias estrelas. O ciclo orbital leva 50 anos. Eles também alegaram que os dogons pareciam conhecer os anéis de Saturno e as luas de Júpiter. Griaule e Dieterlen ficaram intrigados com esse sistema estelar sudanês e iniciaram sua análise com o aviso: "O problema de saber como, sem instrumentos à sua disposição, os homens poderiam conhecer os movimentos e certas características de estrelas praticamente invisíveis não foi resolvido."
Mais recentemente, surgiram dúvidas sobre a validade do trabalho de Griaule e Dieterlen. Em um artigo de 1991 na Current Anthropology, o antropólogo Wouter van Beek concluiu após sua pesquisa entre os dogons que, "Embora eles falem sobre Sigu Tolo [que é o que Griaule afirmou que os dogons chamavam de Sirius], eles discordam completamente um do outro sobre qual estrela o termo significa; para alguns é uma estrela invisível que deveria surgir para anunciar o sigu [festival], para outros é Vênus que, por uma posição diferente, aparece como Sigu Tolo. Todos concordam, no entanto, que aprenderam sobre a estrela a partir de Griaule." A filha de Griaule, Geneviève Calame-Griaule, respondeu as críticas em uma edição posterior, argumentando que Van Beek não passou "pelas etapas apropriadas para adquirir conhecimento" e sugerindo que os informantes dogons de van Beek podem ter pensado que ele havia sido "enviado pelas autoridades políticas e administrativas". para testar a ortodoxia muçulmana dos dogons". Uma avaliação independente foi feita por Andrew Apter da Universidade da Califórnia.
Em uma crítica de 1978, o cético Ian Ridpath concluiu: "Há vários canais pelos quais os dogons poderiam ter recebido conhecimento ocidental muito antes de serem visitados por Griaule e Dieterlen". Em seu livro Sirius Matters, Noah Brosch postula que os dogons podem ter tido contato com astrônomos baseados em seu território durante uma expedição de cinco semanas, liderada por Henri-Alexandre Deslandres, para estudar o eclipse solar de 16 de abril de 1893. Robert Todd Carroll também afirma que uma fonte mais provável dogom do conhecimento do sistema estelar Sirius é de fontes terrestres contemporâneas que forneceram informações aos membros interessados das tribos. James Oberg, no entanto, citando essas suspeitas, observa sua natureza completamente especulativa, escrevendo que: "O conhecimento astronômico obviamente avançado deve ter vindo de algum lugar, mas é um legado antigo ou um enxerto moderno? Embora Temple não consiga provar sua antiguidade, a evidência para a recente aquisição da informação ainda é inteiramente circunstancial." Além disso, James Clifford observa que Griaule procurou informantes mais qualificados para falar da tradição tradicional e não confiava em convertidos ao cristianismo, islamismo ou pessoas com muito contato com brancos.
Oberg aponta uma série de erros contidos nas crenças dogom, incluindo o número de luas possuídas por Júpiter, que Saturno era o planeta mais distante do Sol e o único planeta com anéis. O interesse em outras alegações aparentemente falsificáveis, a saber, sobre uma estrela anã vermelha orbitando em torno de Sirius (não hipotetizada até a década de 1950), o levou a considerar um desafio anterior de Temple, afirmando que "Temple oferecia outra linha de raciocínio. "Temos na informação dogom um mecanismo preditivo que é nosso dever testar, independentemente de nossos preconceitos." Um exemplo: 'Se uma Sirius-C for descoberta e considerada uma anã vermelha, concluirei que a informação dogom foi totalmente validada.' Isso alude a relatos de que os dogons sabiam de outra estrela no sistema Sirius, Ęmmę Ya, ou uma estrela "maior que Sirius B, mas mais leve e fraca em magnitude". Em 1995, estudos gravitacionais de fato mostraram a possível presença de uma estrela anã marrom orbitando em torno de Sirius (uma Sirius-C) com um período orbital de seis anos. Um estudo mais recente usando imagens infravermelhas avançadas concluiu que a probabilidade da existência de um sistema estelar triplo para Sirius é "agora baixa", mas não pode ser descartada porque a região dentro de 5 UA de Sirius A não foi coberta.